# لي ماكنزي
لي ماكنزي (بالإنجليزية: Lee McKenzie)‏ هي صحفية ومقدمة تلفزيونية بريطانية، ولدت في 1 ديسمبر 1977.

## وصلات خارجية
- الموقع الرسمي